# Talk That Talk
A Talk That Talk Rihanna hatodik stúdióalbuma, 2011. november 18-án jelent meg a Def Jam gondozásában. Az első kislemez a We Found Love, mely 2011. szeptember 22-én debütált a Capital FM műsorán, majd ugyanezen napon az iTunes oldalán is megvásárolhatóvá vált.

## Háttér
Rihanna előző, Loud című albumának megjelenése és sikere után az énekesnő Twitter fiókján közölte a hírt, miszerint az albumot újra kiadná, bónusz számokkal: "A Loud-légkör folytatódik, új zenék lesznek hozzáadva a gyűjteményhez!!!" 2011. szeptemberében ugyanezen fiókján közölte, mégsem adja ki a deluxe lemezt, helyette egy teljesen új munkával lepi meg rajongóit. 2011. szeptember 15-én Rihanna ismét írt a korongról: "Alig várom, hogy beszélhessek nektek a részletekről!" 
Később azt is bejelentette, hogy a lemez idén ősszel érkezik.

### Cím és borító
Az album promotálása céljából Rihanna elindított Facebook profilján egy küldetésekből álló oldalt, mely a Rihanna: UNLOCKED címet kapta. A rajongóknak különböző feladatokat kell teljesíteniük, hogy új információkat kaphassanak az albumról. 2011. október 4-én az ötödik küldetés záródott le sikerrel, melynek következtében újabb hírek jelentek meg a lemezzel kapcsolatban. Az énekesnő ekkor árulta el a korong címét. Október 10-én, a Loud Tour glasgowi állomásán egy rajongójának adott egy példányt az album borítójából. Rihanna később így írt erről: "Egy nagyon szerencsés rajongóm már magáénak tudhatja az albumom borítóját! Ő az első, aki láthatja! A világon egyetlenegy embernek van meg." A 6. küldetés (Mission:6) teljesítése után az énekesnő bemutatta az album eredeti és bővített (deluxe) változatának borítóját is.

## Kislemezek
Az első kislemez a We Found Love (producere Calvin Harris). Az angol Capital FM műsorán debütált 2011. szeptember 22-én, ugyanezen napon megvásárolhatóvá is vált. Az amerikai rádiók 2011. október 11-én játszották először a dalt. A kritikusok dicsérték a producer munkáját, viszont a dalszöveg hiányossága mellett nem mentek el szó nélkül. A videóklipet az énekesnő Bangor és Belfast városában forgatta 2011. szeptember 26. és 28. között.
A Talk That Talk második kislemeze a You Da One című dal lett, mely november 13-án jelent meg hivatalosan.
Az album harmadik kislemeze a Jay-Z-vel közös címadó dal, a Talk That Talk lett. A negyedik kislemez pedig a Where Have You Been amelyhez a Talk That Talk-al ellentétben klip is készült.

## Dallista
|     | Cím                                        | Szerző(k) | Producer(ek)                          | Hossz |
| --- | ------------------------------------------ | --- | ------------------------------------- | ----- |
| 1.  | You Da One                                 | Ester Dean, Lukasz Gottwald, Robyn Fenty, John Hill, Henry Walter                                                     | Dr. Luke, Cirkut                      | 3:20  |
| 2.  | Where Have You Been                        | Dean, Gottwald, Calvin Harris, Walter, Geoff Mack                                                                     | Dr. Luke, Cirkut, Calvin Harris       | 4:02  |
| 3.  | We Found Love (közreműködik Calvin Harris) | Harris | Calvin Harris                         | 3:35  |
| 4.  | Talk That Talk (közreműködik Jay-Z)        | Dean, Mikkel S. Eriksen, Tor E. Hermansen, Shawn Carter, Anthony Best, Sean Combs, Carl Thompson, Christopher Wallace | StarGate                              | 3:29  |
| 5.  | Cockiness (Love It)                        | Candice Pillay, D. Loernathy, Shondrae Crawford, Fenty                                                                | Bangladesh                            | 2:58  |
| 6.  | Birthday Cake                              | Terius Nash, Fenty, Marcos Palacios, Earnest Clark                                                                    | Da Internz, The-Dream                 | 1:18  |
| 7.  | We All Want Love                           | Dean, Ernest Wilson, Steve Wyreman, Kevin Randolph                                                                    | No I.D.                               | 3:57  |
| 8.  | Drunk on Love                              | Dean, Eriksen, Hermansen, Baria Qureshi, Romy Croft, Oliver Sim, Jamie Smith                                          | StarGate                              | 3:32  |
| 9.  | Roc Me Out                                 | Dean, Eriksen, Hermansen, Rob Swire, Gareth McGrillen                                                                 | StarGate, Rob Swire, Gareth McGrillen | 3:29  |
| 10. | Watch n' Learn                             | Priscilla Renea, Chauncey Hollis, Fenty, Alja Jackson                                                                 | Hit-Boy                               | 3:31  |
| 11. | Farewell                                   | Dean, Alexander Grant                                                                                                 | Alex da Kid                           | 4:16  |
| 12. | Red Lipstick                               | Nash, Fenty, James Hetfield, Lars Ulrich, Will Kennard, Saul Milton                                                   | Chase & Status                        | 3:37  |
| 13. | Do Ya Thang                                | Nash, Fenty | The-Dream                             | 3:43  |
| 14. | Fool in Love                               | Dean, Gottwald, Walter                                                                                                | Dr. Luke, Cirkut, Ester Dean          | 4:15  |

## Megjelenések
| Ország             | Dátum              | Kiadó                  | Formátum           |
| ------------------ | ------------------ | ---------------------- | ------------------ |
| Ausztrália         | 2011. november 18. | CD, digitális letöltés | Universal Music    |
| Németország        | 2011. november 18. | CD, digitális letöltés | Universal Music    |
| Lengyelország      | 2011. november 18. | CD, digitális letöltés | Universal Music    |
| Egyesült Államok   | 2011. november 21. | CD, digitális letöltés | Def Jam Recordings |
| Egyesült Királyság | 2011. november 21. | CD, digitális letöltés | Mercury Records    |
| Japán              | 2011. november 23. | CD, digitális letöltés | Universal Music    |

## Fordítás
Ez a szócikk részben vagy egészben  a   Talk That Talk című angol Wikipédia-szócikk fordításán alapul.  Az eredeti cikk szerkesztőit annak laptörténete sorolja fel. Ez a jelzés csupán a megfogalmazás eredetét és a szerzői jogokat jelzi, nem szolgál a cikkben szereplő információk forrásmegjelöléseként.